# كلية الهندسة بجامعة القصيم

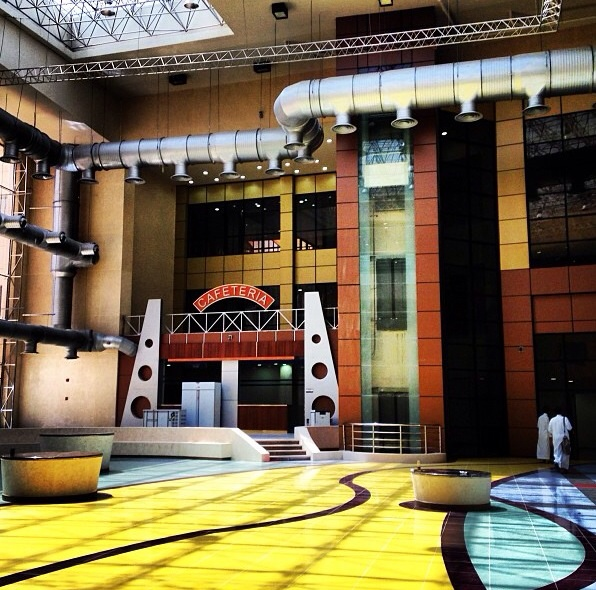
الفناء الداخلي "البهو" لكلية الهندسة بجامعة القصيم.

كلية الهندسة هي إحدى الكليات بجامعة القصيم وأول كلية ناشئة في المملكة العربية السعودية تحصل على الاعتماد الأكاديمي للهندسة والتكنولوجيا.

## تاريخ تأسيس الكلية
تأسست الكلية في عام 1424 هـ فقد أوصى مجلس جامعة الملك سعود بجلسته الخامسة المنعقدة بتاريخ 30 مارس 2002 بالموافقة على تحويل قسم الهندسة الزراعية بكلية الزراعة والطب البيطري بفرع جامعة الملك سعود بالقصيم إلى كلية للهندسة على أن تبدأ بثلاثة أقسام هي قسم الهندسة الكهربائية وقسم الهندسة الميكانيكية وقسم الهندسة المدنية.
وقد تم عرض هذه التوصية على مجلس التعليم العالي في جلسته التاسعة والعشرين المعقودة بتاريخ 4 يناير 2003 وقد تمت موافقة خادم الحرمين الشريفين رئيس مجلس الوزراء ورئيس مجلس التعليم العالي على محضر الجلسة بالتوجيه البرقي رقم 7/ب/45888 بتاريخ 25 يناير 2003.
وبناءً على ذلك تم تشكيل لجنة من المختصين بكلية الهندسة من جامعة الملك سعود بالرياض وتم تكليفها بوضع الخطط الأكاديمية للأقسام الثلاثة وتم الاتفاق على الإطار العام لمتطلبات درجة البكالوريوس في الهندسة شاملاً متطلبات الجامعة والكلية والقسم. وقد استمر التدريس في أول سنتين طبقاً للخطة الدراسية التي أقرت من قبل جامعة الملك سعود إلى أن اتخذت جامعة القصيم قراراً بإدخال نظام السنة التحضيرية في الكليات العلمية.
وبناءً علية انتهزت كلية الهندسة هذه الفرصة لتطوير الخطة الدراسية بما يتوافق مع احتياجات سوق العمل ونظام السنة التحضيرية الجديد. وتمتلك الكلية حالياً خطط دراسية مستقلة خاصة بها.

## رسالة الكلية
تسعى كلية الهندسة في جامعة القصيم إلى توفير تعليم هندسي متطور ومعتمد لتلبية احتياجات سوق العمل وتقديم خدمات مجتمعية وبحثية تدعم التنمية المستدامة في المملكة وتسهم في بناء اقتصاد المعرفة.

## رؤية الكلية
كلية متميزة إقليمياً في التعليم الهندسي والبحث العلمي داعمةً للتنمية المستدامة في المملكة.

## إدارة الكلية
| الاسم                      | المنصب                       |
| -------------------------- | ---------------------------- |
| د. مشعل بن إبراهيم المشيقح | عميد الكلية                  |
| د. فواز بن علي الحربي      | وكيل الكلية للشئون الإدارية  |
| د. مهند بن علي العرج       | وكيل الكلية للشئون التعليمية |
| م.صالح حمد المرزوق         | مدير شؤون الطلاب             |

## الموقع الإلكتروني وجوال الكلية
تمتلك الكلية موقعاً إلكترونياً خاصاً بها على الشبكة العنكبوتية للتواصل بين الطلاب وأعضاء هيئة التدريس بالكلية.
إضافة إلى وجود جوال خاص بالكلية يقوم بإرسال رسائل دورية لجميع طلاب الكلية للتنبيهات والتعليمات وما إلى ذلك.

## الكلية والاعتماد الدولي ABET
حصلت كلية الهندسة بجامعة القصيم على الاعتماد الأكاديمي من هيئة الاعتماد الأكاديمي للهندسة والتقنية الأمريكية ABET وقد صدر قرار الاعتماد في الاجتماع السنوي للهيئة الذي عقد في 15 يوليو 2010 م واستلمت الكلية القرار في 22 أغسطس باعتماد برامج الكلية الثلاثة لمدة ست سنوات حيث تم زيارة الكلية من جديد في عام 2016 وتم التجديد لها فترة أخرى وتم زيارتها مره اخر في عام 2022 وتم تأكيد الاعتماد. وتعتبر كلية الهندسة في جامعة القصيم من بين أربع كليات هندسة معتمدة في المملكة. هي أول كلية ناشئة بالمملكة تحصل على هذا الاعتماد الأكاديمي الدولي.

## الكلية وشراكات مع جامعات عالمية
تسعى الكلية لتوقيع عدد من الاتفاقيات والشراكات الدولية مع بعض الجامعات العالمية لتطويربرامج الدراسات العليا والبحثي العلمي بالكلية.

## الموقع الجغرافي ومبنى الكلية الجديد
تقع كلية الهندسة داخل داخل حرم جامعة القصيم بالمليداء شمال مطار القصيم.

## أقسام الكلية والدراسات العليا
أقسام الكلية:
تحتوي الكلية حتى الآن على ثلاثة أقسام كالتالي:
- قسم الهندسة الكهربائية.
  - مسار هندسة اتصالات وإلكترونيات وهندسة قوى كهربائية.
- قسم الهندسة المدنية.
- قسم الهندسة الميكانيكية.

الدراسات العليا:
البرنامج مكون من 30 ساعة دراسية مخصص منها 6 ساعات للرسالة العلمية و9 ساعات للمقررات الإجبارية (3 مقررات) والبقية للمقررات الاختيارية (5 مقررات)، والمدة المتوقعة لإنهاء البرنامج هي أربعة فصول دراسية.

## نظام ومنهجية الدراسة
الدراسة بالكلية باللغة الإنجليزية ويتبع نظام الدراسة بالكلية النظام الفصلي (فصلان دراسيان في العام الدراسي الواحد) مدة كل فصل دراسي 15 أسبوعًا دراسيًا. ومن الممكن أن تطرح الكلية بعض المقررات في فصل صيفي مدته ثمانية أسابيع.
و ليحصل الطالب على درجة البكالوريوس من أحد برامج التخصص بالكلية يتحتم عليه (بعد اجتيازه برنامج السنة التحضيرية) أن ينهي 139 ساعة معتمدة موزعة بين متطلبات الجامعة (12 ساعة معتمدة) ومتطلبات الكلية (54 ساعة معتمدة) ومتطلبات القسم أو البرنامج (68 ساعة معتمدة) و5 ساعات حرة.
ذلك بالإضافة إلى إكمال برنامج التدريب التعاوني في القطاع الخاص أو الحكومي خلال الفصل الدراسي الصيفي والفصل الدراسي الذي يليه (أي لمدة سبعة أشهر متواصلة). والجدير بالذكر أن الإشراف على التدريب التعاوني يتم بواسطة أعضاء هيئة التدريس بالكلية، ويخضع التدريب التعاوني للتقويم من قبل مشرفي التدريب بالكلية.
من الشركات التي يتدرب فيها طلاب الكلية خلال فترة التدريب التعاوني:

1 - شركة أرامكو السعودية.

2 - شركة الإلكترونيات المتقدمة.

3 - شركة سعود كزنسلت.

4 - شركة سابك.

5 - شركة ABB.

6 - الشركة السعودية للكهرباء.

7 - شركة الخطوط السعودية.

8 - شركة اللاطفية للمقاولات.

9 - شركة الاتصالات السعودية.

10 - شركة الكتل.

11 - مؤسسة الأسود.

12 - شركة التعمير.

13 - شركة سعودي أوجيه.

14 - مجموعة بن لادن.
 
15 - شركة الزامل.

16 - شركة السيف.

17 - إدارة الطرق بوزارة النقل السعودية.

18 - شركة يورك.

19 - الشركة الدوائية.

20 - شركة الفهد.

## شروط الالتحاق
يحق للطالب الالتحاق بكلية الهندسة بجامعة القصيم شريطة أن يجتاز برنامج السنة التحضيرية الذي تقدمه الجامعة كاملاً وذلك على حسب المعدل التراكمي وكذلك على حسب المتقدمين.

## عدد الطلاب وأعضاء هيئة التدريس
بلغ عدد طلاب الكلية حتى نهاية الفصل الدراسي الثاني من عام 1433/1432 هـ 855 طالباً و 65 عضوًا من أعضاء هيئة التدريس موزعين على أقسام الكلية.

## الإرشاد والتوجيه
يرتبط كل طالب بمرشد أكاديمي من أعضاء هيئة التدريس لإرشاده في عملية اختيار المقررات المناسبة وتوجيهه إلى الأسلوب الأمثل للدراسة في الكلية ومساعدته في حل المشاكل الأكاديمية التي تواجهه.

## معامل ومختبرات الكلية
تمتلك الكلية 18 معملاً مجهزاً من هذه المعامل التالية بالإضافة إلى قاعات الرسم الهندسي وقاعات الحاسب الآلي بعدد اجمالي أكثر من 50 معمل وبتكلفة أكثر من 100 مليون ريال سعودي.
- مختبرات قسم الهندسة الكهربائية:

1 - مختبرات الدوائر والقياسات الكهربائية.

2 - مختبرات تصميم الدوائر المنطقية.

3 - مختبرات الاتصالات.

4 - مختبرات الإلكترونيات.

5 - مختبرات أنظمة القوى الكهربائية.

6 - مختبرات الآلات الكهربائية.
- مختبرات قسم الهندسة المدنية:

1 - مختبرات الإنشاءات والخرسانة.

2 - مختبرات الهندسة البيئية.

3 - مختبرات الهندسة المساحية.

4 - مختبرات الهيدروليكا.

5 - مختبرات ميكانيكا التربة.
- مختبرات قسم الهندسة الميكانيكية:

1 - مختبرات ميكانيكا المواد.

2 - مختبرات الديناميكا والاهتزازات.

3 - مختبرات علم وهندسة المواد.

4 - مختبرات التحكم الآلي.

5 - مختبرات ميكانيكا الموائع.

6 - مختبرات المحركات الحرارية.

7 - الورشة التعليمية.

## وصلات خارجية
- موقع كلية الهندسة بجامعة القصيم نسخة محفوظة 14 أكتوبر 2017 على موقع واي باك مشين.